# Paysandu Sport Club
Paysandu Sport Club, hay Paysandu, như thường được gọi, là một Đội bóng đá Brazil từ Belém tại Pará, được thành lập vào ngày 2 tháng 2 năm 1914.
Câu lạc bộ này xếp hạng 27 tại Brasil

## Lịch sử
Vào ngày 2 tháng 2 năm 1914, các thành viên của Câu lạc bộ Norte đã phản đối quyết định của liên đoàn bóng đá Pará mang lại lợi cho Remo bằng cách chấm dứt đội bóng và làm mới đội bóng khác. Hội nghị đã nhất trí chọn Hugo Leão để chủ trì cuộc họp. Là người lãnh đạo phong trào, ông đã đề xuất tên của Câu lạc bộ bóng bàn Paysandu cho câu lạc bộ mới. Cái tên được chọn để tưởng nhớ sự kiện không may trong Paysandú, một thành phố của Uruguay, nơi sẽ bắt đầu cuộc chiến chống lại Paraguay.
Năm đó, Câu lạc bộ Norte đã tổ chức một chiến dịch tốt và cần phải đánh bại Guarany để buộc một trận đấu thêm với Grupo do Remo. Sau khi hòa 1-1, các thành viên của Câu lạc bộ Norte, không được xây dựng, đã yêu cầu Liên đoàn bóng bàn của Pará hủy trận đấu do nhiều bất thường. Tuy nhiên, hội đồng quản trị của Liên đoàn bóng đá Pará đã bác bỏ đơn kháng cáo.